# سانتیاگو بوستوس
سانتیاگو بوستوس (انگلیسی: Santiago Bustos؛ زادهٔ ۲۵ مارس ۱۹۹۸) بازیکن فوتبال اهل آرژانتین است.